# Par la croix et le dragon
Par la croix et le dragon (titre original : The Way of Cross and Dragon) est le titre d'une nouvelle de George R. R. Martin, parue pour la première fois en juin 1979 dans le magazine Omni. Cette nouvelle fait partie du recueil original Les Rois des sables (Sandkings), regroupant sept histoires de Martin, publié en décembre 1981.
La nouvelle a été traduite et publiée en français en juin 1981 dans l'anthologie Univers 1981 parue aux éditions J'ai lu.

## Résumé
Damien, chevalier inquisiteur de l'église catholique, est envoyé sur la planète Arion pour réprimer une nouvelle hérésie. Il n'a accepté cette mission qu'à contrecœur car, au fil des années, il est devenu amer et sa foi est de plus en plus vacillante. Pourtant il est vite intrigué par l'originalité de cette hérésie qui consiste à sanctifier Judas en en faisant un mage conquérant des empires et domptant les dragons. Damien découvre vite que cette nouvelle croyance n'est qu'une création de la secte des Menteurs qui prône l'invention de mensonges rassurants pour éviter l'angoisse d'un univers sans Dieu.

## Prix littéraires
- La nouvelle a remporté le prix Hugo de la meilleure nouvelle courte 1980 ainsi que le prix Locus de la meilleure nouvelle courte 1980.